# Coelogyne rochussenii
Coelogyne rochussenii là một loài phong lan.